# Торре-де-Серредо
Торре-де-Серредо (астур. La Torre Cerréu, исп. Torre de Cerredo) — гора в северной Испании.
Высота над уровнем моря — 2648 м. Это высшая точка не только Кантабрийских гор, но и провинции Астурия.
Как и хребет Пикос-де-Эуропа (массив Урриэлес), гора сложена палеозойскими кварцитами и известняками. На склонах Торре-де-Серредо расположены горные пастбища. На горе находится множество истоков притоков реки Карес.
Первое зарегистрированное восхождение датируется 30 июня 1882 года.